# الفيضة (السر)
الفيضة بالسر، هي بلدة من فئة (أ) تقع في منطقة الرياض في السعودية. وتبعد السر عن محافظة الدوادمي بمسافة تقارب 135 كم

## موقعها
تعد الفيضة من أقدم قرى منطقة السر في نجد ولقد بنيت في عام 1263 هـ وتقع في الجهة الشمالية من منطقة السر عند خط طول 060 82 44 وخط عرض 070 20 25في أرض منخفضة حيث تقع البلدة في مفيض أودية ولذلك سميت بالفيضة ويتبع الفيضة العديد من القرى والهجر المجاورة لها حيث تعتبر ثاني أكبر مركز في منطقة السر. وتشتهر بالزراعة ومنها زراعة البطيخ والشمّآم حيث انه أشهر حبحب في الخليج